# 天冬氨酸氨基转移酶
天冬氨酸氨基转移酶（英語：Aspartate Transaminase，缩写 AST），又称血清麩胺酸草醯乙酸轉胺酶（sGOT，簡稱谷草转氨酶），是一种磷酸吡哆醛蛋白质，也可以作用于L-苯丙氨酸、L-酪氨酸和L-色氨酸（EC 2.6.1.1）。
- 催化反应：L-天冬氨酸+α-酮戊二酸⇔草酰乙酸+L-谷氨酸
- 系统名称：L-天冬氨酸：α-酮戊二酸氨基转移酶
  - 英文：L-aspartate:2-oxoglutarate aminotransferase
- 细胞质AST（简称：AST1）分子式与分子量[2]
  - 磷酸化AST1[3]：C2090H3213O612N567S9P2
  - 未磷酸化AST1：C2090H3212O609N567S9P
  - AST1原蛋白：C2082H3204O604N566S9
  - 分子量：46,248

## 功能
谷草转氨酶能够催化将氨基从天冬氨酸转移到α-酮戊二酸上的转氨基反应，这个可逆转氨基反应的产物为草酰乙酸和谷氨酸。

## 临床意义
谷草转氨酶，和谷丙转氨酶类似，是临床上进行肝功能测试的一个标准，来确定肝脏是否健康。不同的是谷丙转氨酶主要发现于肝脏中，而谷草转氨酶在肝脏，心脏，骨骼肌，肾脏，大脑和红血球中都存在。一般以“单位每升”（U/L）为单位进行测量。
| 类型 | 正常范围    |
| 女性 | 6 - 34 IU/L |
| 男性 | 8 - 40 IU/L |